# برايان سميث (ممثل)
برايان سميث (بالإنجليزية: Brian Jacob Smith)‏ هو ممثل أمريكي، ولد في 12 أكتوبر 1981 بدالاس في الولايات المتحدة. بدأ مشواره المهني سنة 2005.

## أعمال

### مسلسلات
- ذا غود وايف
- سينسايت
- فتاة النميمة
- كوانتيكو

## ترشيحات
- جائزة توني لأفضل ممثل في مسرحية [الإنجليزية]‏ (2014)

## وصلات خارجية
- برايان سميث على موقع IMDb (الإنجليزية)
- برايان سميث على موقع روتن توميتوز (الإنجليزية)
- برايان سميث على موقع ألو سيني (الفرنسية)
- برايان سميث على موقع أول موفي (الإنجليزية)
- برايان سميث على موقع قاعدة بيانات برودواي على الإنترنت (الإنجليزية)
- برايان سميث على موقع قاعدة بيانات الفيلم (الإنجليزية)
- برايان سميث على موقع كينوبويسك (الروسية)